# 멜기세덱의 반차를 따른 제사장

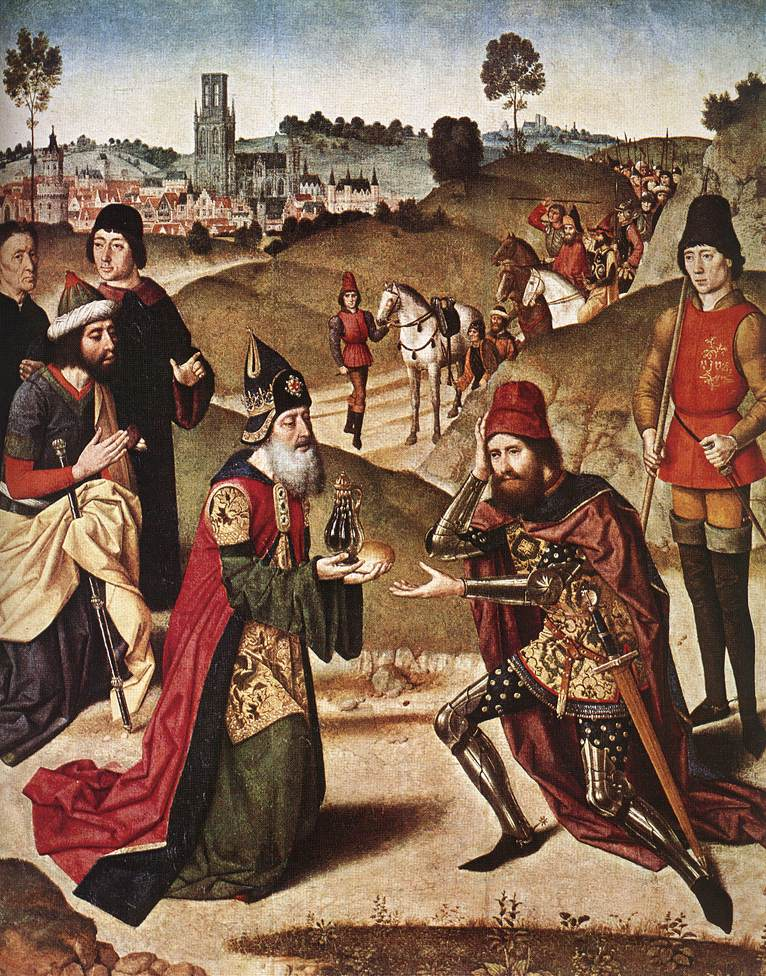
아브라함과 멜기세덱의 만남 – 장로 디르크 바오츠, 1464 – 67

멜기세덱의 반차를 따른 제사장 (또는 멜기세덱의 계열의 제사장)은 성경에서 멜기세덱을 모델로 삼은 직분으로 왕과 제사장 두가지를 결합한 이중적 지위이다.

## 히브리어 성경
내가 그 회막과 제단을 거룩하게 하며 아론과 그의 아들들도 거룩하게 하여 내게 제사장 직분을 행하게 하며 내가 이스라엘 자손 중에 거하여 그들의 하나님이 되리니 그들은 내가 그들의 하나님 여호와로서 그들 중에 거하려고 그들을 애굽 땅에서 인도하여 낸 줄을 알리라. 나는 그들의 하나님 여호와니라.— 출애굽기 29:44-46

멜기세덱은 창세기에 나오는 왕이자 제사장이다. 그 이름은 "의의 왕"이라는 뜻이며 이는 왕과 제사장의 역할을 동시에 반영하는 이름이기도 하다. 그는 히브리어 성경에서 코헨 (제사장)이라는 칭호를 받은 최초의 인물이다.

### 시편
킹제임스 번역판에서 시편 110:4는 이스라엘의 미래 왕 다윗의 가계가 임명된 제사장 가계의 표시로 멜기세덱을 언급한다. 다른 이론에 의하면 이 용어는 여기에서 교착적인 보통명사로 취급되도록 의도되었으며 따라서 "멜기세덱"이라는 고유명사로 번역하기보다는 "정당한 왕" 으로 번역해야 한다. 이는 New JPS 타나크와 같은 일부 현대 번역본에서 채택하고 있는 해석이기도 하다.

## 유대교의 견해
모세 율법에는 아론의 자손들 중 남성에게만 여호와와 유대 민족 앞에서 코헤님 제사장의 직분을 맡길 것을 규정하고 있다. 이는 유대교에서 "영원한 제사장 직분의 언약"이며 이스라엘의 다른 지파가 대신할 수 없는 것으로 여겨진다.
유대교 미드라쉬 (주석)는 멜기세덱을 노아의 아들 셈 과 동일시한다. 창세기는 멜기세덱이 "지극히 높으신 하나님의 제사장"(창 14:18)이라고 단언하지만, 미드라쉬와 바빌론 탈무드는 족장 레위보다 5대 앞섰던 멜기세덱이 제사장 직분을 맡았다고 주장한다 (멜기세덱은 또한 아론보다 6대 앞서있다. 즉 아브라함, 이삭, 야곱, 레위, 그홋, 아므람, 아론 이전의 사람임). 멜기세덱이 맡은 이 직분이 아브라함에게 대신 주어졌고, 그 후에 아브라함은 그의 부계 후손인 이삭과 야곱에게 물려주었다. 미드라쉬적 문헌은 이 전환을 멜기세덱이 하나님의 이름 앞에 아브라함의 이름을 갖다놓았다는 점에서 근거한다 (미드라쉬 라바를 예로 들 수 있다). 반면 챔 이븐 아타르와 같은 일부 유대인 주석가들은 멜기세덱이 아브라함에게 제사장 직분을 기꺼이 부여했다고 서술한다.
마이모니데스는 미슈나 토라에서 야곱이 그의 아들 레위를 다른 아들들과 따로 분리해서 "하나님을 섬기는" 방법, 특히 그의 조상 아브라함이 사용한 예배 방법을 그의 형제들에게 가르치도록 임명했다고 설명했다. 그는 또한 그의 아들들에게 이 레위 ("셰베트 레위")의 지위를 영원히 지속시킬 것을 지시했다(마이모니데스, 아보다 조라 1:15). 이 선택의 서막에 대해 읽기 위해서는 타르굼 요나단의 창세기 32:25 및 피르케이 데 랍비 엘리에제르 37장을 참고할 것). 미드라쉬에는 레위의 아들 고핫의 아들 아므람이 이집트 속박 기간 동안 야곱 (“이스라엘”)의 자손의 영적 지도자였다고 기록되어 있다. 그의 죽음 후 직위는 그의 아들 아론이 맡았다.
성막의 건립 당시 하나님은 모세에게 아론과 그의 아들들을 유대인 제사장 직분에 임명하라고 명령하셨는데, 이는 하나님께서 이스라엘 민족 가운데 쉐키나를 보이시는 것에 대한 전제 조건이었다.
샤잘 문헌의 대부분은 시편 110편의 주요 인물이 다윗 왕과 일치한다고 여긴다. 다윗이 "의로운 왕"(מלכי צדק)이자 멜기세덱처럼 살렘(예루살렘) 출신이며 제사장적인 직책을 맡았다는 것에 근거한 것이다. 반면, 바빌론 탈무드는 이 장을 조카 롯을 구하기 위한 싸움에서 승리하고 제사장직을 얻은 아브람을 언급하는 것으로 이해하고 있다. 조하 (Zohar)는 언급된 멜기세덱을 이스라엘의 대제사장인 아론을 가리키는 것으로 정의한다.

## 기독교의 견해
기독교인들은 예수가 “멜기세덱의 서열을 따라 영원한 제사장”(시 110:4)으로 정의된 메시아라고 믿으며, 따라서 예수께서 영원한 왕이자 제사장의 역할을 수행한다. 히브리서의 기자(7:13-17)에 따르면, 예수께서는 멜기세덱과 마찬가지로 아론의 자손이 아니셨기에 멜기세덱의 반차를 따른 제사장으로 간주되며, 따라서 모세 율법에 따른 유대교적 제사장이 될 자격은 없다.

멜기세덱은 히브리서 5:6-10, 6:20, 7:1-21에 또 등장하는데 이렇게 표현된다: "네가 영원히 멜기세덱의 반차를 따르는 제사장이라"; 그리고 히브리서 8:1은 이렇게 서술한다.
"레위의 아들들 가운데 제사장의 직분을 받은 자들은 율법을 따라 아브라함의 허리에서 난 자라도 자기 형제인 백성에게서 십분의 일을 취하라는 명령을 받았으나, 레위 족보에 들지 아니한 멜기세덱은 아브라함에게서 십분의 일을 취하고 약속을 받은 그를 위하여 복을 빌었나니 논란의 여지 없이 낮은 자가 높은 자에게서 축복을 받느니라." (히브리서 7:5-7).
"레위 계통의 제사 직분으로 말미암아 온전함을 얻을 수 있었으면 (백성이 그 아래에서 율법을 받았으니) 어찌하여 아론의 반차를 따르지 않고 멜기세덱의 반차를 따르는 다른 한 제사장을 세울 필요가 있느냐? 제사 직분이 바꾸어졌은즉 율법도 반드시 바꾸어지리니" (히브리서 7:11-12).
신약성서에서 히브리서의 기자는 이 주제를 상당히 상세하게 논의하며 멜기세덱의 제사직이 아론계의 제사직보다 우월한 이유를 다음과 같이 나열했다.
1. 아브라함은 멜기세덱에게 십일조를 바쳤다 (나중에 레위인들은 자기 동족에게서 십일조를 받게 되었다). 당시에는 아론이 아브라함의 허리에 있었으므로 그것은 마치 아론계 제사장들이 멜기세덱에게 십일조를 바치는 것이나 다름 없었다. (히7:4-10)
2. 축복하는 자는 항상 축복받는 자보다 크다. 그러므로 멜기세덱은 아브라함보다 더 위대했다. 레위는 아직 아브라함의 허리에 있었기에 멜기세덱이 레위보다 더 위대하다는 결론이 나온다. (히 7:7-10)
3. 아론의 제사장직이 유효했다면, 하나님께서는 시편 110편에서 색다른 방식으로 새 제사장을 부르지 않으셨을 것이다. (히 7:11)
4. 아론 제사장직의 기반은 혈통이었다. 멜기세덱 제사장직의 기반은 영원에서 비롯되었다. 즉, 제사장의 죽음으로 인해 중단되지 않는다. (히 7:8,15-16, 23-25)
5. 다른 대제사장들과 달리 그리스도께서는 먼저 본인의 죄를 위해 제사 드릴 필요, 그리고 백성의 죄를 위해 날마다 제사를 드릴 필요조차 없다. (히 7:26-27)
6. 멜기세덱 제사장직이 더 효과적인 것은 (예수께서) 제사를 단번에 드렸다는 점에 있다. 반면, 레위 제사장직은 끝없이 반복하여 제사를 드려야만 했다. (히 7:27)
7. 아론계 제사장들은 예수께서 섬기시는 하늘 성전 대신 그 본체의 지상 모형과 그림자에 불과한 것을 섬겼다. (히 8:5)

히브리서는 계속해서 예수의 언약이 레위 제사장직이 속한 언약보다 우월하다고 주장한다. 일부 기독교인들은 멜기세덱이 그리스도의 모형이라고 주장하며, 일부 다른 기독교인들은 심지어 멜기세덱이 실제로 그리스도였다고 주장한다. 그 이유 중 하나는 히브리서 저자에 따르면 멜기세덱의 이름이 "의(義)의 왕"을 의미한다는 것, 또한 살렘 왕인 멜기세덱이 "평화의 왕"도 된다는 점이다. 히브리서 7장 3절은 멜기세덱에 대해 “아비도 없고 어미도 없고 족보도 없고 시작한 날도 없고 생명의 끝도 없어 하나님의 아들과 방불하여 항상 제사장으로 있느니라”라고 말한다. 멜기세덱은 아브라함에게 빵과 포도주를 주었는데, 일부 그리스도인들은 이를 새언약을 확증하기 위한 희생이신 예수 그리스도의 몸과 피를 상징한다고 생각한다.